# Temporada 2017 del Campeonato de España de Rally de Tierra
La temporada 2017 fue  la 35.º edición del Campeonato de España de Rally de Tierra. Comenzó el 10 de marzo en el Rally Tierras Altas de Lorca y terminó el 2 de diciembre en el Rally Costa Tropical - Granada.

## Calendario
El calendario contaba inicialmente con ocho pruebas pero el rally de Tierra del Bierzo se canceló.
| N.º | Fecha              | Prueba                                    |
| --- | ------------------ | ----------------------------------------- |
| 1   | 10-11 de marzo     | 6.º Rally Tierras Altas de Lorca          |
| 2   | 7-8 de abril       | 3.º Rally de Tierra Circuito de Navarra   |
| 3   | 27-28 de mayo      | 4.º Rally Terra da Auga                   |
|     | 1-2 de julio       | 5.º Rallye de Tierra del Bierzo           |
| 4   | 1-2 de septiembre  | 18.º Rally Ciutat de Cervera              |
| 5   | 13-14 de octubre   | 8.º Rallye de Tierra Norte de Extremadura |
| 6   | 18-19 de noviembre | 5.º Rallye Ciudad de Pozoblanco           |
| 7   | 1-2 de diciembre   | 1.º Rallye Costa Tropical - Granada       |

## Equipos
| Equipo                | Vehículo                | Piloto               | Copiloto                 | Rondas           |
| Equipos privados      | Equipos privados        | Equipos privados     | Equipos privados         | Equipos privados |
| --------------------- | ----------------------- | -------------------- | ------------------------ | ---------------- |
| RMC Motorsport        | Peugeot 208 N5          | José Antonio Suárez  | Cándido Carrera          | 1-5              |
| Escudería Lagun Artea | Mitsubishi Lancer Evo X | Gorka Eizmendi       | Haritz Olasagastti       | 1-3              |
| Escudería Lagun Artea | Ford Fiesta R5          | Gorka Eizmendi       | Haritz Olasagastti       | 4                |
| Escudería Lagun Artea | Ford Fiesta R5          | Gorka Eizmendi       | Diego Sanjuan de Eusebio | 5-7              |
| Escudería Urraki      | Mitsubishi Lancer Evo X | Jorge del Cid        | Nerea Odriozola Sagarna  | 1-6              |
|                       | Mitsubishi Lancer Evo X | Williams Villanueva  | Borja Aguado             | 1-7              |
|                       | Citroën DS3 R5          | Alexander Villanueva | Óscar Sánchez            | 1-6              |
| Škoda Fabia R5        | 7                       | Alexander Villanueva | Óscar Sánchez            |                  |

## Clasificación

### Campeonato de pilotos

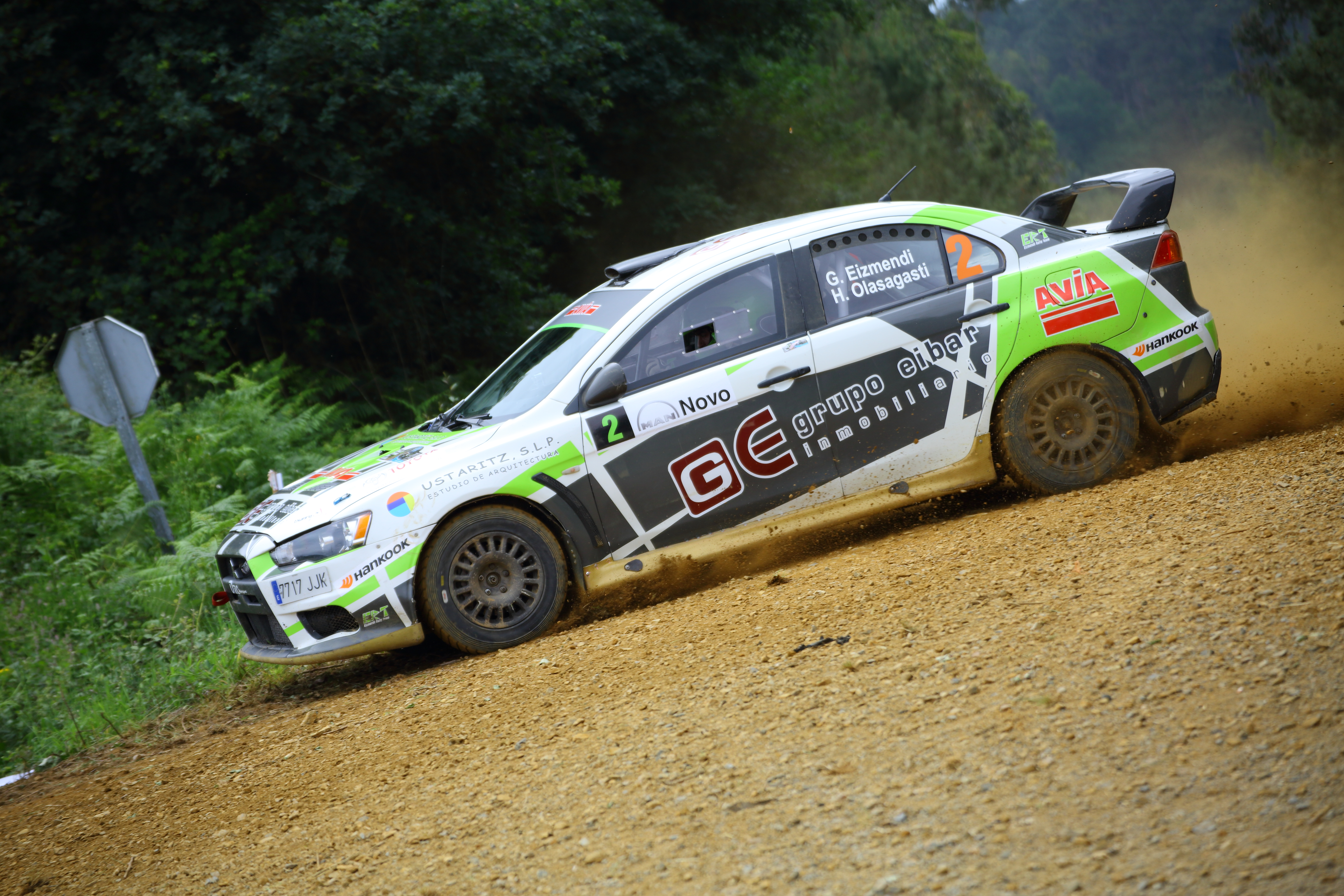
Gorka Eizmendi que alternó la temporada con el EVO X y el Fiesta R5 logró el subcampeonato y el primer puesto en la categoría R5.

| Pos. | Piloto                        | 1   | 2   | 3   | 4   | 5  | 6   | 7 | Puntos |
| ---- | ----------------------------- | --- | --- | --- | --- | -- | --- | - | ------ |
| 1    | José Antonio Suárez           | 1   | 2   | 1   | 2   | 1  |     |   | 165    |
| 2    | Gorka Eizmendi                | 5   | 4   | Ret | Ret | 2  | 4   | 1 | 138    |
| 3    | Jorge del Cid                 | 3   | Ret | 2   | Ret | 3  | 1   |   | 119    |
| 4    | Williams Villanueva           | Ret | 5   | 5   | Ret | 8  | 2   | 5 | 116    |
| 5    | Alexander Villanueva          | Ret | 1   | Ret | 3   | 6  | Ret | 2 | 113    |
| 6    | Juan Carlos Aguado            | 4   | 8   | 6   | 6   | 9  |     |   | 99     |
| 7    | Efrén Llarena                 | 7   |     | 11  | 8   | 4  | 3   |   | 99     |
| 8    | Juan Carlos Quintana González | 6   | 13  | 10  | 10  | 16 | 9   | 6 | 96     |
| 9    | Josep Basols                  | 2   | Ret | 4   | 4   |    |     |   | 80     |
| 10   | Artiz Iriondo                 | 11  | 12  | 15  | 26  | 11 | 6   | 7 | 77     |

### Campeonato de copilotos
| Pos. | Copiloto                  | Puntos |
| ---- | ------------------------- | ------ |
| 1.   | Cándido Carrera           | 192    |
| 2.   | Nerea Odriozola Sagarna   | 119    |
| 3.   | Borja Aguado              | 116    |
| 4.   | Óscar Sánchez             | 113    |
| 5.   | Vanessa Valle             | 99     |
| 6.   | Sara Fernández Palazuelos | 99     |
| 7.   | Diego Sanjuan de Esusebio | 96     |
| 8.   | Rogelio Peñate            | 88     |
| 9.   | Xavi Amigo                | 80     |
| 10.  | Joseba Sánchez            | 77     |

### Campeonato de marcas
| Pos. | Marca | Puntos |
| ---- | ----- | ------ |
| 1.   | SEAT  | 87     |

### Trofeo vehículos R5
| Pos. | Piloto                   | Puntos |
| ---- | ------------------------ | ------ |
| 1.   | Gorka Eizmendi           | 105    |
| 2.   | Alexander Villanueva     | 65     |
| 3.   | Cristian García Martínez | 65     |
| 4.   | Juan Carlos Alonso       | 35     |
| 5.   | Roland Holke             | 30     |

### Trofeo vehículos R3
| Pos. | Piloto         | Puntos |
| ---- | -------------- | ------ |
| 1.   | Antón Domenech | 70     |

### Trofeo vehículos R2
| Pos. | Piloto                  | Puntos |
| ---- | ----------------------- | ------ |
| 1.   | Efrén Llarena           | 175    |
| 2.   | Aritz Iriondo           | 174    |
| 3.   | Rubén Lapuente          | 161    |
| 4.   | Manuel Gómez Manzanilla | 140    |
| 5.   | David Rivas Fuentes     | 138    |

### Trofeo vehículos propulsión trasera

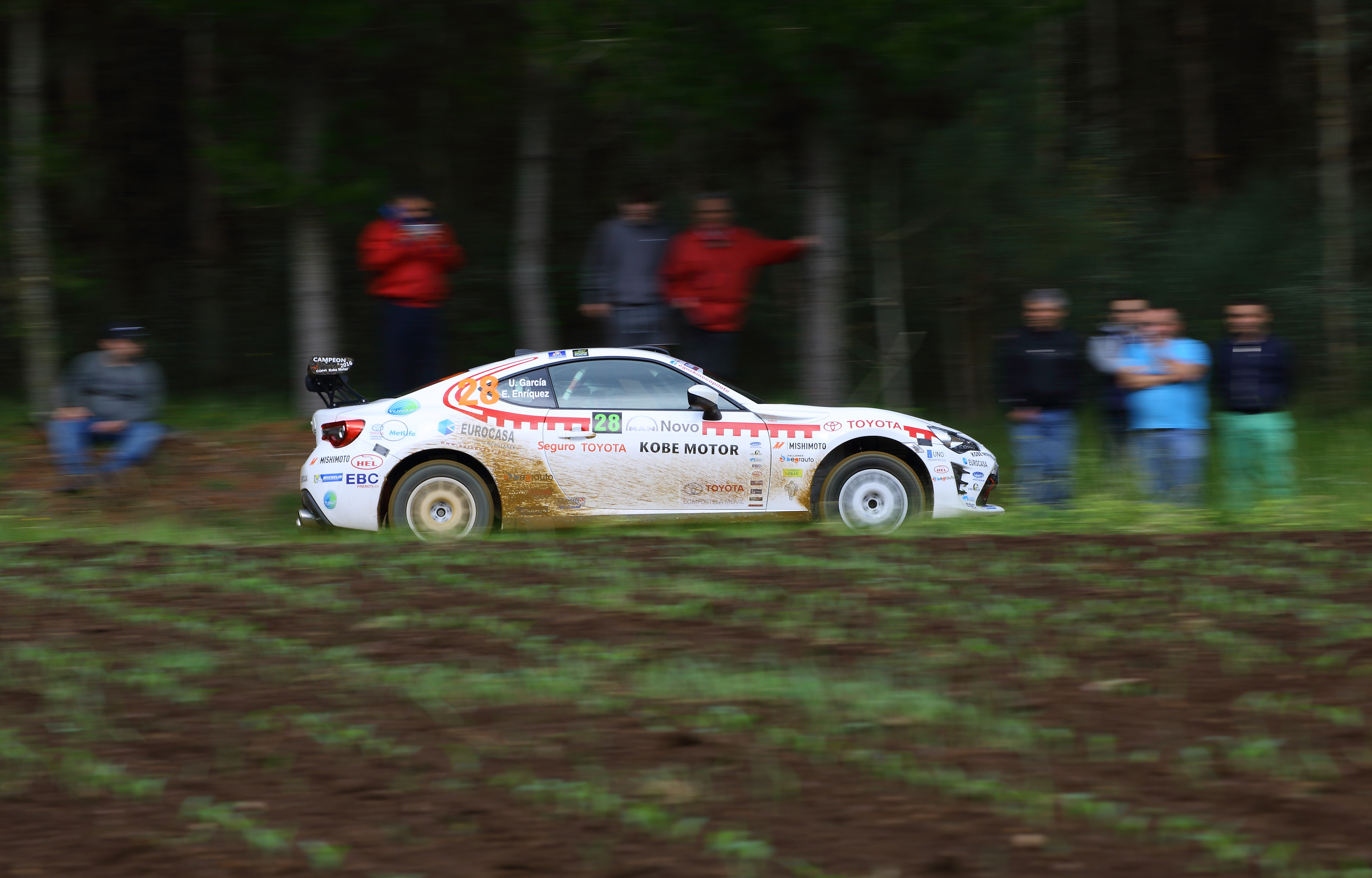
Unai García venció en la categoría de tracción trasera.

| Pos. | Piloto                   | Puntos |
| ---- | ------------------------ | ------ |
| 1.   | Unai García González     | 200    |
| 2.   | Jordi Trius              | 122    |
| 3.   | Juan Carlos Fernández    | 35     |
| 4.   | Javier García Vázquez    | 30     |
| 5.   | Francisco García Caridad | 27     |

### Trofeo grupo N5
| Pos. | Piloto         | Puntos |
| ---- | -------------- | ------ |
| 1.   | Roberto Rozada | 35     |

### Trofeo grupo N
| Pos. | Piloto                        | Puntos |
| ---- | ----------------------------- | ------ |
| 1.   | Juan Carlos Quintana González | 200    |
| 2.   | Gustavo Javier Sosa           | 187    |
| 3.   | Carlos Daniel Kinn            | 89     |
| 4.   | Rodolfo Suárez                | 82     |

### Campeonato júnior
| Pos. | Piloto            | Puntos |
| ---- | ----------------- | ------ |
| 1.   | Efrén Llarena     | 170    |
| 2.   | Alberto Fernández | 121    |
| 3.   | Sergio Hernández  | 99     |

### Trofeo vehículos históricos
| Pos. | Piloto         | Puntos |
| ---- | -------------- | ------ |
| 1.   | Édgar Vigo     | 205    |
| 2.   | Jorge Pradas   | 60     |
| 3.   | Agustín Álvaro | 35     |

### Trofeo pilotos femeninos
| Pos. | Piloto                  | Puntos |
| ---- | ----------------------- | ------ |
| 1.   | Angélica Camacho Pellón | 140    |
| 2.   | Zihara Esteban          | 35     |
| 3.   | Christine Giampaoli     | 35     |

### Trofeo dos ruedas motrices
| Pos. | Piloto         | Puntos |
| ---- | -------------- | ------ |
| 1.   | Efrén Llarena  | 175    |
| 2.   | Aritz Iriondo  | 174    |
| 3.   | Rubén Lapuente | 161    |

### Mitsubishi Evo Cup Tierra
| Pos. | Piloto               | Puntos |
| ---- | -------------------- | ------ |
| 1.   | Juan Carlos Quintana | 56     |
| 2.   | Gustavo Sosa         | 44     |
| 3.   | Jorge del Cid        | 40     |
| 4.   | Manuel Sánchez       | 13     |
| 5.   | Txus Jaio            | 10     |
| 6.   | Félix Blanco         | 6      |
| 7.   | Javier Sánchez       | 6      |
| 8.   | Pedro Pérez          | 5      |
| 9.   | Pablo Gómez          | 4      |